# Хэнни, Дэвид
Дэвид Хью Александр Хэнни, барон Хэнни (англ. David Hugh Alexander Hannay, Baron Hannay of Chiswick; род. 28 сентября 1935, Лондон) — британский дипломат. Пожизненный пэр (с 19 июня 2001 года). Независимый член Палаты лордов Великобритании.
Обучался в Винчестерском колледже и Нью-колледже Оксфорда.
На службе в Форин-офис с 1959 года.
В 1984—1985 годах работал в посольстве Великобритании в Вашингтоне.
В 1985—1990 годах постоянный представитель Великобритании при ЕЭС.
В 1990—1995 годах постоянный представитель Великобритании при ООН.
В 1996—2003 годах специальный представитель Великобритании на Кипре.
С 2005 года один из заведующих Ditchley Foundation.

## Награды
- Рыцарь Великого Креста ордена Святого Михаила и Святого Георгия.
- Орден Кавалеров Почёта (2003).